# 无毛大籽筋骨草
无毛大籽筋骨草（学名：Ajuga macrosperma var. thomsonii）是唇形科筋骨草属大籽筋骨草的变种。分布在锡金以及中国大陆的云南等地，生长于海拔1,720米的地区，一般生长在石灰岩上，目前尚未由人工引种栽培。